# Oshakati-West
Oshakati-West (englisch Oshakati West) ist einer der beiden Wahlkreise von Oshakati in der Region Oshana im Norden Namibias. Verwaltungssitz ist die Stadt Oshakati. Der Kreis umfasst eine Fläche von 239 Quadratkilometer und hat 30.700 Einwohner (Stand 2023) und ist anders als Oshakati-Ost vor allem städtisch geprägt. Der Okatana trennt die beiden Wahlkreise.
Der Wahlkreis verfügt über zehn Schulen.

## Wahlen
| Wahl | Name             | Partei | Stimmenanteil |
| ---- | ---------------- | ------ | ------------- |
| 1992 |                  |        |               |
| 1998 | Aram Martin      | SWAPO  | 96,6 %        |
| 2004 | Aram Martin      | SWAPO  | 95,3 %        |
| 2010 | Aram Martin      | SWAPO  | 92,9 %        |
| 2015 | Johannes Andreas | SWAPO  | 94,9 %        |
| 2020 | Aram Martin      | SWAPO  | 61,5 %        |